# 如意坊放射线工程
如意坊放射线位于中华人民共和国广东省广州市荔湾区，是一条双向6车道的道路，承载广州内环路放射线。工程分为两期实施，一期工程采取城市快速路标准，主线设计时速50千米每小时，包含如意坊隧道，起于内环路如意坊立交，向南连接芳村大道；二期工程北始于工程一期处，向南延伸至S81广州环城高速顺接S43广珠西线高速，计划命名如意大道。二期道路以龙溪中路为界，以北路段采取城市快速路标准，以南路段采城市主干道标准，主线设计时速60千米每小时。
工程一期于2018年7月18日动工，原计划2022年完工，后隧道两端地块拆迁进度受阻导致工程推进缓慢，2024年8月12日完成如意坊隧道沉管主体浇筑，预计2025年完工。工程二期于2019年12月28日动工，原计划2020年与工程一期一同通车，后续则推迟至计划2026年通车。

## 一期工程
如意坊放射线一期工程以内环路预留出口处如意坊立交为起点，向南穿过珠江连接芳村大道，全长2394.834米，采用城市快速路标准，主路为双向6车道，立交匝道为1至2车道，部分路段配备双向4车道辅道，黄沙端环形处限速40千米每小时，其它路段限速50千米每小时。该工程建设以期缓解过江交通拥堵，亦可加强广州老城区与周边城市联系；《广州日报》记者称工程建成将缩短交通距离，并减少往来两岸所花费时间，通行效率亦将提升，亦可促进芳村发展。

##### 如意坊隧道
如意坊隧道为放射线一期组成部分之一，是一条正在建设的过江沉管隧道，全长1511米。隧道岸上部分长893米，黄沙端共有503米位于地上，芳村处则为390米，沉管部分长为618米。计划穿过珠江，由东岸内环路预留如意坊立交向西南连接芳村大道，完工后将成为省内最长内河沉管隧道。

###### 前期
如意坊隧道原规划为过江桥梁，1996年时为内环路放射线的一部分就已规划，由于征地等原因导致规划被长期搁置。内环路预留匝道长期荒置，从荔湾到芳村的交通压力日益加重，然而该规划多次被提及但最终又不了了之，包括在2006年广州市两会上，有人大代表质问早已立项的如意坊大桥为何迟迟未能动工，建委相关领导给出“五年内开建”的答复；2008年4月广州媒体曾就如意坊大桥勘察设计招标的情况进行报道。2011年，荔湾区发布方案表示将募资25亿元修建如意坊隧道以取代如意坊大桥，后仍无动工迹象。
2015年12月29日，《羊城晚报》记者发现该规划修改申请已于当日由广州市中心区交通项目领导小组办公室提交至广州市国土资源和规划委员会业务受理栏目，并于次日开始该工程招标，确定将建设过江隧道，次年3月24日发布首份环评公示。
在第一次环评公示后，其附近的睿薇御景花园小区居民反对该项目，认为如果建成，小区将被包括内环路主干道、隧道主匝道及辅助匝道在内的高架桥包围，认为睿薇御景花园的建设规划略早于改建隧道的建设规划通过，没考虑到交通噪音对居民的影响；而且该规划搁置多年，没考虑城市规划变化。同时提出建设该项目可能加剧拥堵，认为应该将规划北移并保持建设大桥来连接坦尾。而项目组认为该项目仍然有解决当地的交通问题；且因建设大桥需规划较高的高度以满足珠江通航需要，则需更长匝道连接地面；亦考虑到景观等因素，故才修改为隧道。项目组及规划部门表示在环评通过前欢迎社会各方提出意见以回复。

#### 建设
2018年7月18日工程一期动工，自规划起已历22年，环评报告提及工程总投资为32.33亿元。隧道建设所需沉管管节于工程黄沙端东岸建设干坞预制。建设管理单位曾表示隧道工程对技术要求较高，与广州地铁11号线施工相邻且有4处存在交错，两工程亦存在共同建设部分，同时提及岸上拆迁房屋与管线迁改任务亦较为繁琐，可能影响工期。工程环评指出路线将安装隔音设施，并于北岸立交环形处设置加盖临江公园，以减小对周围居民干扰。
工程原计划于2022年完工，后因黄沙端广铁地块与芳村端小涡村地块拆迁进度迟缓，致使工程进度受到影响。首节隧道沉管已于2023年6月26日出坞，首批沉管亦于2023年10月31日安装完成，2024年8月12日隧道完成主体浇筑。为配合隧道工程，珠江西航道亦于2024年12月29日进行临时航道转换。2025年7月12日0至6时对内环路双向主线中山八路至六二三路部分临时封闭，以吊装工程临时支撑梁。同月26日0时至6时、27日0时至6时再次临时封闭同一路段以吊装钢箱梁。隧道预计于2025年完成水中段贯通。

## 二期工程
放射线二期工程计划命名为如意大道。全长约6.9千米，主线穗盐路至龙溪中路路段布设双向8车道，其它路段为双向6车道，限速60千米每小时，敷设限速40千米每小时的4车道辅道，路段设有芳村大道立交、穗盐路立交、龙溪立交、花地大道南立交共四立交。放射线二期北起一期工程处向南跨葵逢涌后转入地下，通过规划浣花路后出地于地面延伸至龙溪中路止为放射线城市快速路段，并向东侧分离出城市快捷路二期（香凝大道），后续放射线道路等级变更为主干路，并继续向南敷设接入S43广珠西线收费站终止。二期工程建成后与一期组合后将新增一条连接内环路与环城高速的道路，缓解城市西出口交通拥堵。

### 实施
二期工程环评报告于2019年6月20日通过，报告显示总投资约87亿元人民币，同年12月28日举行动工仪式，标志工程正式开始建设。相关方表示工程需建设较多桥梁隧道与隧道，且工程多处交错现有路网，故需改造现有道路。工程亦需跨越正运营中的广三铁路，亦提及拆迁房屋与管线迁改任务较多，工程进度可能受上述条件制约。原计划2020年随工程一期竣工通车。施工期间对部分道路进行占道施工。